# Jebel Kelti
Jebel Kelti es el nombre dado a una montaña situada al sur de Tetuán en Marruecos, en la parte africana del Estrecho de Gibraltar. Forma parte de la cadena montañosa del Rif.
Jebel Kelti es una montaña de piedra caliza, una de las más altas de la cordillera del Rif con una elevación de aproximadamente 1912 metros.  Se encuentra entre Tetuán y Chauen en la Región de Tánger-Tetuán-Alhucemas, Marruecos. Se puede observar desde territorio español, ya que está al sur de Ceuta. Cuenta con una pequeña cumbre y laderas empinadas.
Tiene vertientes escarpadas y una pequeña área de cumbre que ofrece una vista panorámica de la región circundante. Hay algunos bosques de cedros, bien conservados en sus laderas